# Igreja Anglicana no Brasil
A Igreja Anglicana no Brasil (IAB) é uma Igreja evangélica, de governo episcopal e tradição anglicana, instalada no Brasil desde 2005 sob a liderança do bispo Robinson Cavalcanti. Hoje tem como seu principal líder e primeiro bispo primaz, o Revmo. Miguel Ângelo de Andrade Uchôa Cavalcanti, conhecido como Miguel Uchôa. Por não se posicionar politicamente, a Igreja vem recebendo fiéis oriundos de outras denominações na região nordeste do Brasil, contudo, não se trata de uma norma brasileira: internacionalmente a Igreja Anglicana é neutra politicamente, e mesmo possuindo 26 cadeiras na Câmara dos Lordes e, na maioria das vezes votando junto com o Partido Conservador, escolhe um posicionamento mais elevado na política na qual compete ao fiel escolher seu candidato de acordo com os valores do Cristianismo.

## História
Surgiu devido ao descontentamento de clérigos e leigos da Diocese Anglicana do Recife no início da década de 2000, devido ao posicionamento favorável de ordenação de homossexuais e casamento entre pessoas do mesmo sexo. 
A Diocese Anglicana do Recife tinha sido organizada em 1974 como diocese missionária pelo bispo Edmund Knox Sherrill da Igreja Episcopal Anglicana do Brasil (IEAB). No entanto, na Diocese do Recife, sob a liderança do bispo Robinson e, conservando as raízes evangélicas de suas origens com o bispo Sherrill, a maioria dos clérigos e comunidades permanecia com a visão histórica do cristianismo sobre o casamento, seguindo a Resolução I.10 da Conferência de Lambeth. Após o rompimento com a IEAB e a excomunhão aplicada por esta a todos os clérigos e leigos, a diocese foi acolhida pela Igreja Anglicana da América do Sul, anteriormente denominada Igreja Anglicana do Cone Sul da América, por meio de seu bispo primaz Gregory Venables, que reconheceu às ordens do clero e acolheu as comunidades. Em 2008 tornou-se diocese extra-provincial da Global Anglican Future Conference - GAFCON, filiada à Fraternidade de Confessantes Anglicanos.
Somente em 2016, com todas as pendências judiciais relacionadas aos bens da diocese, pode oficialmente ser organizada como diocese extraprovincial do GAFCON, que pelo seu constante crescimento e expansão foi estabelecida como província em 12 de maio de 2018.
Está presente principalmente nos Estados de Pernambuco e Paraíba, onde estão localizadas a maioria de suas paróquias. Possui ainda igrejas em vários Estados do país, na Colômbia e Panamá. Ainda se faz representar com duas congregações na Colômbia e uma no Panamá, perfazendo um total de 60 paróquias, pontos missionários e missões atualmente vinculadas à IAB.

## Teologia
A IAB adota a fé cristã da Igreja da Inglaterra, porém não possui nenhum vínculo com a Comunhão Anglicana. 
- Utiliza o Livro de Oração Comum, estando em uso uma versão adaptada de 1662 com subsídios de outras províncias anglicanas.[14]
- Confessa os Trinta e Nove Artigos da Religião.
- Aceita o Quadrilátero de Lambeth, compreendendo 4 pontos: 
  - 1. As Sagradas Escrituras, como contendo todas as coisas necessárias para a salvação;
  - 2. Os credos (especificamente, os Credos dos Apóstolos e de Niceia), como uma declaração suficiente da fé cristã;
  - 3. Os sacramentos do Batismo e da Eucaristia, também chamada Sagrada Comunhão, Santa Ceia ou Ceia do Senhor;
  - 4. O episcopado histórico, ou seja, um modelo de governo episcopal com sucessão apostólica.
- Subscreve a Declaração de Jerusalém, firmada em 2008.[15][16]

A denominação pratica a ordenação feminina para o diaconato e presbiterato, porém é exclusivo para os homens a sagração ao episcopado, sendo esta uma matéria controversa há muitos anos em debate no GAFCON/FCA.
A maioria de suas igrejas adere ao anglicanismo evangélico, e podem ser classificadas como integrantes da Baixa Igreja, ou seja, se aproximam mais do caráter protestante do anglicanismo, unindo e/ou variando elementos do carismatismo e calvinismo.

## Dioceses

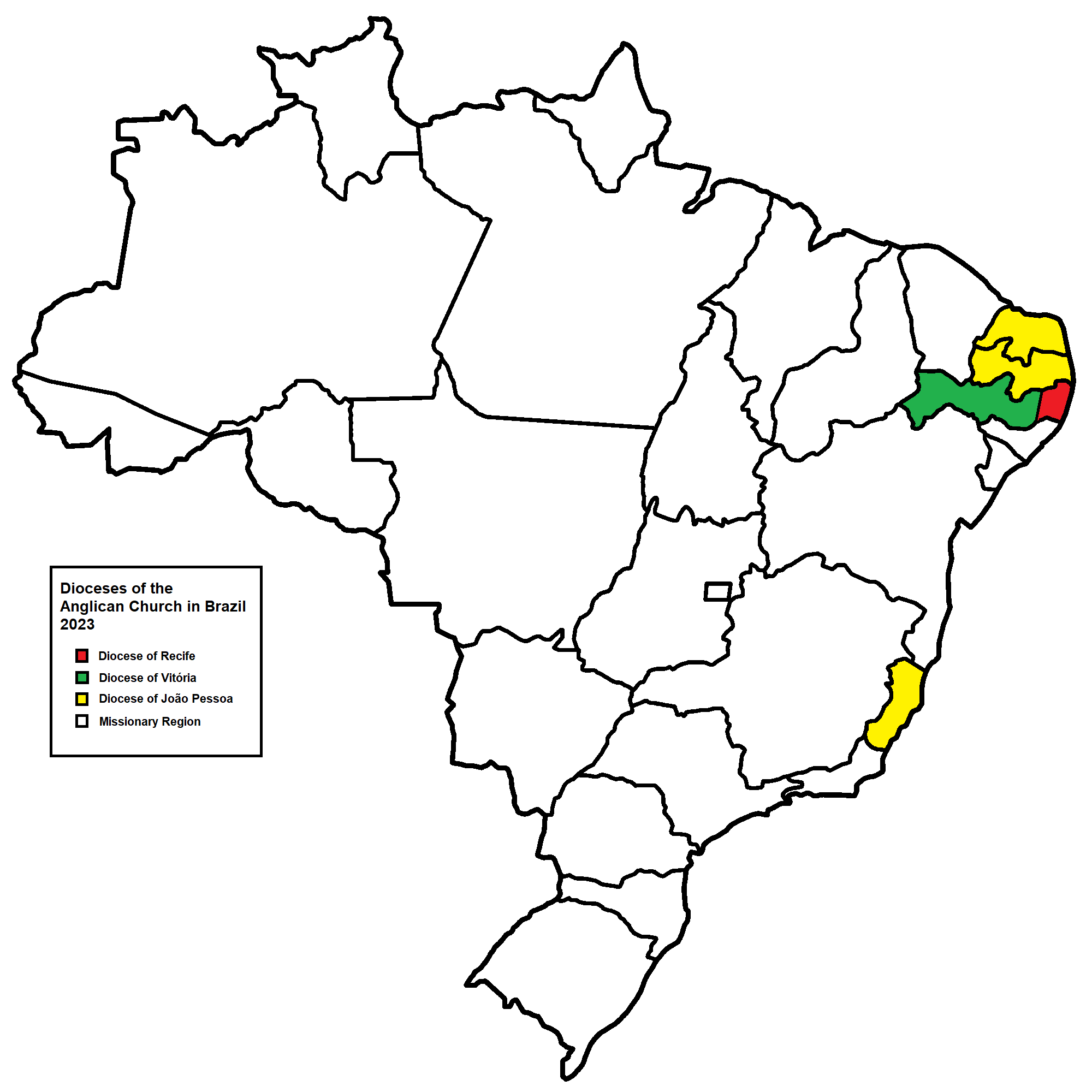
Mapa das dioceses (2023)

Para a instalação da Igreja em Província do GAFCON/FCA, a Igreja Anglicana - Diocese do Recife passou por um processo de desdobramento, resultando na atual formação de três dioceses, a saber:

### Diocese de Recife
Sua sede está na Catedral do Espírito Santo, a maior e mais atuante igreja anglicana da América Latina e uma das maiores das Américas, localizada na cidade de Jaboatão dos Guararapes, região metropolitana de Recife - que é a jurisdição da diocese - tendo Miguel Uchoa como bispo diocesano, que também é o arcebispo da IAB, e como bispo auxiliar o Revmo. Evilásio Tenório da Silva Júnior.

#### Região Missionária
Vinculada à Diocese de Recife, cobre toda as demais áreas do país não inseridas geograficamente nas dioceses da IAB. Ainda, foi delegada pelo GAFCON a responsabilidade pela região norte da América do Sul e toda a América Central para atender as necessidades de abertura de campos missionários e receber clérigos e congregações insatisfeitos com as posturas teológicas liberais. O bispo missionário é Flávio Adair Torres Soares. Atualmente possui comunidades nos estados de MG, ES, SP, PR, RS, RO e no exterior, está presente na Colômbia e Panamá.

### Diocese de João Pessoa
A Catedral Comunhão, em João Pessoa é a cátedra do bispo diocesano Márcio Medeiros Meira. Abrange os Estados da Paraíba, Rio Grande do Norte, onde possui igrejas, e também Ceará, Piauí e Maranhão, sendo já existentes planos de evangelização e expansão para alcançar estes Estados, sendo que no Ceará tem-se um grupo de crescimento para o estabelecimento de uma comunidade.
A Diocese de João Pessoa possui 17 paróquias, 4 missões e 13 pontos missionários. 
| Nº                  | Templo                                    | Cidade              | Estado |
| ------------------- | ----------------------------------------- | ------------------- | ------ |
| PARÓQUIAS           |                                           |                     |        |
| 01                  | Catedral Anglicana Comunhão               | João Pessoa         | PB     |
| 02                  | Igreja Anglicana da Ressurreição          | João Pessoa         | PB     |
| 03                  | Igreja Anglicana Comunhão Funcionários II | João Pessoa         | PB     |
| 04                  | Igreja Anglicana Cristo Libertador        | João Pessoa         | PB     |
| 05                  | Igreja Anglicana Legado                   | João Pessoa         | PB     |
| 06                  | Igreja Anglicana Comunhão Zona Sul        | João Pessoa         | PB     |
| 07                  | Igreja Anglicana do Consolador            | Conde               | PB     |
| 08                  | Igreja Anglicana Compaixão                | Cabedelo            | PB     |
| 09                  | Igreja Anglicana do Amor                  | Goianinha           | RN     |
| 10                  | Igreja Anglicana Salvação                 | São Miguel de Taipu | PB     |
| 11                  | Igreja Anglicana Comunhão                 | Campina Grande      | PB     |
| 12                  | Igreja Anglicana Comunhão                 | Bayeux              | ES     |
| 13                  | Igreja Anglicana Comunhão                 | Natal               | RN     |
| 14                  | Igreja Anglicana Comunhão Zona Sul        | João Pessoa         | PB     |
| 15                  | Igreja Anglicana Comunhão                 | Iguatu              | CE     |
| 16                  | Igreja Anglicana Trindade                 | Vitória             | ES     |
| 17                  | Igreja Anglicana Âncora                   | Vitória             | ES     |
| MISSÕES             |                                           |                     |        |
| 01                  | Igreja Anglicana Comunhão                 | Cabedelo            | PB     |
| 02                  | Igreja Anglicana Videira                  | João Pessoa         | PB     |
| 03                  | Igreja Anglicana Comunhão                 | Patos               | PB     |
| 04                  | Igreja Anglicana do Amor                  | Pipa                | RN     |
| PONTOS MISSIONÁRIOS |                                           |                     |        |
| 01                  | Igreja Anglicana Central                  | João Pessoa         | PB     |
| 02                  | Igreja Anglicana Estação Casa             | Belo Horizonte      | MG     |
| 03                  | Igreja Anglicana Metamorfose              | Coronel Fabriciano  | MG     |
| 04                  | Igreja Anglicana da Família               | Jacareí             | SP     |
| 05                  | Igreja Anglicana Comunhão                 | Conde               | PB     |
| 06                  | Igreja Anglicana do Semeador              | Belém               | PA     |
| 07                  | Igreja Anglicana Renovo                   | Porto Velho         | RO     |
| 08                  | Igreja Anglicana Casa                     | Mari                | PB     |
| 09                  | Igreja Anglicana Comunhão                 | Jacumã              | PB     |
| 10                  | Igreja Anglicana Comunhão                 | Santa Rita          | PB     |
| 11                  | Igreja Anglicana Comunhão                 | Juazeiro do Norte   | CE     |
| 12                  | Igreja Anglicana Amor                     | Canguaretama        | RN     |
| 13                  | Igreja Anglicana Comunhão                 | Caturité            | PB     |

### Diocese de Vitória
A diocese abrange todo interior do Estado de Pernambuco com sé na cidade de Vitória de Santo Antão, onde o bispo Márcio Simões é reitor na Catedral da Ressurreição.

## Relação com outras Igrejas Anglicanas
A Igreja Anglicana no Brasil rompeu qualquer vínculo com a liberal Igreja Episcopal Anglicana do Brasil. Está em plena comunhão com todas as províncias do Sul Global (Anglicano) e da Conferência Global Anglicana do Futuro, incluindo aquelas que não são membros da Comunhão Anglicana, como a Igreja Anglicana na América do Norte. A província também faz parte da Rede Inspire ((Inspire Net), associação de cerca de 400 igrejas no Brasil.

A Igreja Anglicana no Brasil esteve representada no GAFCON III, realizado em Jerusalém, nos dias 17 a 22 de junho de 2018, por uma delegação de 15 membros, incluindo o primaz Miguel Uchôa.